# Miha Jazbinšek
Miha Jazbinšek, slovenski arhitekt, prostorski načrtovalec, politik in glasbenik, * 4. november 1941.
V 1. , 2.  ter 3. vladi RS  (16. maj 1990–14. maj 1992, 14. maj 1992–25. januar 1993 ter 25. januar 1993–1. februar 1994 (odstopil – razrešen) je bil minister za okolje in prostor iz kvote Zelenih Slovenije. Po njem kot enem izmed avtorjev in takrat pristojnemu ministru je pogosto neformalno poimenovan Stanovanjski zakon iz leta 1991 (tako imenovan Jazbinškov zakon).  
Bil je dolgoletni mestni svetnik Mestne občine Ljubljana in večkratni kandidat za župana Ljubljane.
Na državnozborskih volitvah leta 2011 je kandidiral na listi SMS Zeleni.